# Бенкрофт (Вісконсин)
Бенкрофт (англ. Bancroft) — переписна місцевість (CDP) в США, в окрузі Портедж штату Вісконсин. Населення — 526 осіб (2020).

## Географія
Бенкрофт розташований за координатами 44°18′31″ пн. ш. 89°30′22″ зх. д. / 44.30861° пн. ш. 89.50611° зх. д. (44.308554, -89.506181).  За даними Бюро перепису населення США в 2010 році переписна місцевість мала площу 13,05 км², з яких 13,03 км² — суходіл та 0,03 км² — водойми.

## Демографія
Згідно з переписом 2010 року, у переписній місцевості мешкало 535 осіб у 197 домогосподарствах у складі 141 родини. Густота населення становила 41 особа/км².  Було 218 помешкань (17/км²).
Расовий склад населення:
| - 89,9 % — білих - 0,6 % — чорних або афроамериканців - 0,2 % — корінних американців - 5,6 % — осіб інших рас |

До двох чи більше рас належало 3,7 %. Частка іспаномовних становила 23,0 % від усіх жителів.
За віковим діапазоном населення розподілялося таким чином: 26,9 % — особи молодші 18 років, 64,3 % — особи у віці 18—64 років, 8,8 % — особи у віці 65 років та старші. Медіана віку мешканця становила 34,6 року. На 100 осіб жіночої статі у переписній місцевості припадало 109,0 чоловіків;  на 100 жінок у віці від 18 років та старших — 96,5 чоловіків також старших 18 років.
Середній дохід на одне домашнє господарство  становив 47 790 доларів США (медіана — 36 563), а середній дохід на одну сім'ю — 55 166 доларів (медіана — 47 083). За межею бідності перебувало 32,6 % осіб, у тому числі 49,7 % дітей у віці до 18 років та 10,3 % осіб у віці 65 років та старших.
Цивільне працевлаштоване населення становило 257 осіб. Основні галузі зайнятості: виробництво — 26,5 %, освіта, охорона здоров'я та соціальна допомога — 17,9 %, фінанси, страхування та нерухомість — 11,7 %, роздрібна торгівля — 11,3 %.